# Parti patriotique d'Aruba
le Parti patriotique d'Aruba ((pap) : Partido Patriotico di Aruba ; (nl) : Arubaanse Patriottische Partij) est un parti politique d'Aruba fondé en 1949.